# Ophiomorus streeti
Ophiomorus streeti — вид сцинкоподібних ящірок родини сцинкових (Scincidae). Ендемік Ірану.

## Поширення і екологія
Ophiomorus streeti відомі з типової місцевості, розташованої в западині Джаз-Муріан на півдні Белуджистану. Вони живуть серед невисоких піщаних дюн, слабо порослих рослинністю. Живородня.